# Jiří Korn

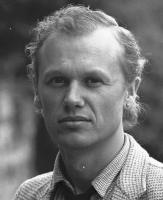
Jiří Korn

Jiří Korn (* 17. Mai 1949 in Prag) ist ein tschechischer Sänger, Stepptänzer, Schauspieler und Poolbillardspieler.

## Biographie
Korn sang zunächst bei der Beat-Gruppe Rebels, mit der er 1967 seine erste Platte aufnahm. Von 1971 bis 1972 spielte er den Bass und sang  bei Olympic. 1972 erschien seine erste Solo-LP. Im deutschen Sprachraum wurde er vor allem durch sein Lied Ich such die Yvetta bekannt, welches er auch auf Tschechisch und Englisch aufnahm.
Seine beiden ersten Ehen wurden geschieden, aus der zweiten gingen die Kinder Filip und Kristina hervor. 2017 heiratete er Renata Cieslerová. Korn ist aktiver Poolbillardspieler und mehrfacher Seniorenmeister Tschechiens und Inhaber eines Weltrekordes im Poolbillard. Im Jahre 2002 gründete Korn gemeinsam mit Jiří Škorpík, Dušan Kollár und David Uličník das Quartett 4TET.

## Filmographie
- 1977: Wie Honza beinahe König geworden wäre (Honza málem králem)
- 1984: Ein Engel mit dem Teufel im Leib (Andel s dáblem v tele)
- 1990: Die 13. Rose (Darinka)
- 2002: Brak

## Diskographie
- 1967: Šípková Růženka mit Rebels (Supraphon)
- 1972: Jiří Korn (Supraphon)
- 1974: Jiří Korn (Amiga)
- 1978: Jiří Korn 2 (Supraphon)
- 1979: Zpívat jako déšť (Supraphon)
- 1980: Gentleman (Supraphon)
- 1982: Hej... (Supraphon)
- 1984: 24 Stop (Supraphon)
- 1984: Magic Jet (Supraphon)
- 1986: Trénink (Supraphon)
- 1989: Switch off Before Leaving (Supraphon)
- 1989: Před odchodem vypni proud (Supraphon)
- 1992: O5 Jiří Korn (Monitor)
- 1993: Pastel Songs (Frydrych Music)
- 1995: Duny (Happy Music Production)
- 1996: To je šoubyznys (Bonton), im Duett mit Helena Vondráčková
- 1999: Rebels mit der Gruppe Rebels (Warner Music)
- 2001: Greatest Hits – Jiří Korn (Sony Music Bonton)
- 2002: TEP (Sony Music Bonton)
- 2003: Romeo a Julie – romantisches Musical auf Eis, CD in der Rolle des Shakespeare (Monitor, Sony Music Bonton)
- 2003: Rebels Live 2003
- 2004: 4TET 1st (Areca Multimedia)
- 2005: 4TET 2nd (Areca Multimedia)
- 2008: 4TET 3rd (Areca Multimedia)
- 2009: Duety (Supraphon)